# Gantt (Alabama)
Gantt es un pueblo ubicado en el condado de Covington en el estado estadounidense de Alabama. En el censo de 2000, su población era de 241. 

## Demografía
En el 2000 la renta per cápita promedia del hogar era de $ 25.536$, y el ingreso promedio para una familia era de 40.250$. El ingreso per cápita para la localidad era de 12.850$. Los hombres tenían un ingreso per cápita de 32.250$ contra 18.750$ para las mujeres.

## Geografía
Gantt está situado en 31°24′27″N 86°29′1″O / 31.40750, -86.48361 (31.407503, -86.483577).
Según la Oficina del Censo de los EE. UU., la ciudad tiene un área total de 0.68 millas cuadradas (1.76 km²).